# La Línea de la Concepción
La Línea de la Concepción eller blot La Línea er en by og kommune i det sydlige Spanien i provinsen Cádiz. Den har et indbyggertal på 64.177 (2024) indbyggere. Byen ligger på det inderste af den halvø, hvorpå Gibraltar ligger, og byen støder direkte op til det britiske oversøiske territorium, som det har tætte økonomiske og sociale bånd med. La Línea ligger på det flade sandområde neden for Gibraltarklippen.
Navnet stammer dels fra den grænselinje (línea), der er til Gibraltar, dels fra Jomfru Marias ubesmittede undfangelse (Inmaculada Concepción). Indbyggerne i byen kaldes på spansk linenses.
De første bosættelser på stedet kan dateres tilbage til det 18. århundrede, hvor stedet hørte under San Roque nogle få km mod nord, indtil det i 1870 blev en selvstændig by under det nuværende navn.
Indbyggerne i La Línea de la Concepción har traditionelt arbejdet i Gibraltar helt tilbage i det 18. århundrede, hvor Gibraltar var en vigtig havn. Dette forhold stoppede, da den spanske regering gennemførte en total lukning af grænsen i perioden 1969-1982 efter en strid, der stammede fra 1960'ernes Franco-periode og drejede sig om Gibraltars suverænitet. De sidste begrænsninger angående passage af grænsen blev fjernet i 1985.
La Línea står for leveringen af en stor del af frugt og grønt til Gibraltar; derudover har byen produktion af kork, spiritus og fiskeprodukter. Der findes desuden en betydelig militærgarnison med stærke forsvarsværker i byen samt en havn.